# Ouled Ammar
Ouled Ammar là một thị trấn thuộc tỉnh Batna, Algérie. Dân số thời điểm năm 2002 là 7.006 người.